# Таверна (мультфильм)
«Таве́рна» — армянский мультипликационный сериал 2004 года, состоящий из пяти серий. Режиссёр — Роберт Саакянц. Из его прежней режиссёрской команды в создании мультфильма принимала участие также Алиса Кюрдиан, выполнявшая компьютерную графику.

## Содержание
После ряда грустных философских мультфильмов («Кнопка», «Тебе, Армения» и др.), снятых в 1990-е годы, Саакянц вернулся к прославившему его жанру комического сюрреализма. В сериале обыгрываются сюжеты и отдельные моменты прежних комических мультфильмов Саакянца — «В синем море, в белой пене…», «Кикос», «Кто расскажет небылицу?», «Три синих-синих озера малинового цвета…», «Ух ты, говорящая рыба!» и других, а также классических сказок — про Красную Шапочку, Храброго портняжку, Кота в сапогах. Место действия — сказочная страна с армянским колоритом начала XX века, но современной бытовой техникой и полицейскими, похожими на американских.
Сюжетную линию объединяет главный герой — розовый заяц по имени Мишель. Каждая из серий начинается с того, что он приходит перекусить в таверну. Заяц активно вмешивается в события, что приводит к не всегда однозначной с моральной точки зрения развязке. В мультфильме присутствует как «детский», так и «взрослый» юмор.
Используются характерные режиссёрские приёмы Саакянца: фантастические зрительные эффекты благодаря нарушению перспективы в духе картин Эшера (например, через дупло в дереве видно море; дерево падает, море в дупле падает вместе с деревом), «чёрный» юмор, межкультурные аллюзии (на туалете «для зайцев» нарисован символ журнала «Плейбой»; Кот в сапогах исполняет хит Джимми Хендрикса) и др.

## Создатели
- Автор сценария, режиссёр художники-постановщик и мультипликатор: Роберт Саакянц
- Исполнительный продюсер: Нана Саакянц
- Оригинальная музыка: Ара Торосян
- Монтаж: Давид Саакянц, Айк Саакянц, Давид Туманян
- Фона: Давид Саакянц, Айк Саакянц
- Ассистент режиссёра: Светлана Овакимян
- Художники-фазовщики: Владимир Маилян, Ваграм Багдасарян, Эрнест Мурадян Степан Галстян
- Лайн тест: Айк Саакянц, Давид Туманян
- Сканирование: Алиса Кюрдиан
- Компьютерная заливка: Геннадий Атаян, Гаянэ Григорян, Лилия Овсепян, Армине Туманян, Лилит Налбандян
- Звуковой монтаж и перезапись: Давид Туманян
- Административная группа Ара Барсегян, Лусине Адамян
- Директор фильма: Армине Арутюнян
- Роли озвучивали: Грант Тохатян (Мишель), Микаэл Погосян, Анна Элбакян, Рафаэль Котанджян, Давид Бабаян, Николай Цатурян, Мко Арзуманян, Ашот Адамян, Левон Арутюнян, Акинт Багдасарян, Армине Арзуманян

## Список серий
| № | Название            | Продолжительность |
| - | ------------------- | ----------------- |
| 1 | Внутренний голос    | 9 мин. 4 сек.     |
| 2 | Ангел в сапогах     | 7 мин. 55 сек.    |
| 3 | Как рос Кикос       | 8 мин. 56 сек.    |
| 4 | Три желания         | 7 мин. 40 сек.    |
| 5 | То самое величество | 8 мин. 43 сек.    |